# Catedral de Nuestra Señora del Pilar y San Rafael (Melo)
La Catedral de Nuestra Señora del Pilar y San Rafael se levanta en la ciudad de Melo, Uruguay.

## Historia
El 1 de marzo de 1805, luego de su visita pastoral a la Banda Oriental,el obispo de Buenos Aires, Benito Lué y Riega erigió una parroquia que abarcaba el territorio de los actuales departamentos de Cerro Largo y Treinta y Tres.
La iglesia parroquial fue, en sus orígenes, una construcción modesta. En 1865 se echaron los cimientos del actual edificio y, diez años más tarde, se levantaron las paredes de la nave central. El 25 de mayo de 1876 fueron inauguradas la nave central y la fachada. Recién en 1925 y en 1943, respectivamente, se concluyeron las naves laterales y en 1962 se levantaron las dos torres.
El 14 de abril de 1897, al ser creada la Diócesis de Melo, la iglesia parroquial pasa a ser catedral, aunque no será hasta 1919 cuando reciba al primer obispo de Melo, José Marcos Semería. El tercer Obispo de Melo, Miguel Paternain, traslada la sede de la diócesis a Florida. En 1955 es nuevamente creada la Diócesis de Melo y desde entonces esta catedral constituye su sede.
Está dedicada a la Virgen del Pilar y al arcángel Rafael.

## Acontecimientos
El 7 de mayo de 1988, el papa Juan Pablo II visitó la ciudad de Melo y en su recorrido ingresó a la Catedral, donde permaneció por un momento en oración, junto con el entonces Obispo de Melo, Roberto Reinaldo Cáceres González.
La visita del Papa a Melo inspiró el guion de la película El baño del Papa, que recibió numerosos galardones y además fue enviada como candidata al Premio Óscar a la mejor película extranjera.